# Psathoúra
Psathoúra (en grec moderne : Ψαθούρα) est une île grecque faisant partie des Îles Sporades dans la mer Égée. C'est l'île située la plus au nord de l'archipel.
En 2011 elle était inhabitée. L'île fait partie du parc national marin d'Alonissos.
Le phare Psathoura y a été construit en 1895.